# Christine Zart
Christine Zart (* 1967 in Kassel) ist eine deutsche Schauspielerin und Sängerin.

## Leben
Nach ihrer Schauspielausbildung von 1990 bis 1994 an der Schule für Schauspiel der Landeshauptstadt Kiel gastierte Christine Zart zunächst am Kieler Theater. 1995 bis 2000 war sie festes Ensemblemitglied des Südthüringischen Staatstheaters in Meiningen, an welchem sie bis heute als Gast tätig ist und an dem ihr der Ulrich-Burkhardt-Förderpreis verliehen wurde. Seit 2000 arbeitet sie freischaffend als Schauspielerin und Sängerin an Theatern in Marburg, Braunschweig, Darmstadt, Freiberg, Plauen-Zwickau, Coburg, Leipzig, Meiningen, Kiel, Dortmund, Annaberg-Buchholz, Kiel, Eisenach und Erfurt.
Seit 2008 steht sie neben ihrer Tätigkeit am Theater vermehrt vor der Kamera.
2013 gründete sie gemeinsam mit Guntmar Feuerstein und Musikern aus Dortmund und Bochum die Band Janis & The Kozmic Flowers, eine Hommage an Janis Joplin.

## Filmografie (Auswahl)
- 2002: Nachtmusik (Kurzfilm; Regie: Johannes Thielmann)
- 2009: Schwerkraft (Kinospielfilm; Regie: Maximilian Erlenwein)
- 2011: Dreileben – Komm mir nicht nach (Fernsehfilm; Regie: Dominik Graf)
- 2011: Das unsichtbare Mädchen (Fernsehfilm; Regie: Dominik Graf)
- 2013: Krimi.de – Einer von uns (Fernsehreihe; Regie: Carsten Fiebeler)
- 2014: Saphirblau (Kinospielfilm; Regie: Felix Fuchssteiner)
- 2014: Die geliebten Schwestern (Kinospielfilm; Regie: Dominik Graf) deutscher Oscar-Beitrag
- 2014: Stadtlandliebe (Kinospielfilm; Regie: Marco Kreuzpaintner)
- 2015: In aller Freundschaft (Fernsehserie, Folge 699: An die Nieren)
- 2017: Tatort: Söhne und Väter (Fernsehfilm; Regie: Zoltan Spirandelli)
- 2018: Tatort: Die robuste Roswita (Fernsehfilm; Regie: Richard Huber)

## Theaterrollen (Auswahl)
- 1994: Der kleine Horrorladen – Chiffon – Theater Kiel – Regie: Helm Bindseil
- 1995: Faust 1 – Gretchen – Das Meininger Theater – Regie: Fritz Bennewitz
- 1996: Warten auf Godot – Pozzo – Das Meininger Theater – Regie: Malte Kreutzfeld
- 1996: Salah Shabati – Rosa – Das Meininger Theater – Regie: Ephraim Kishon
- 1997: Nora oder ein Puppenheim – Nora –  Das Meininger Theater – Regie: Karl-Georg Kayser
- 1998: Das weite Land – Genia – Das Meininger Theater – Regie: Werner Schneyder
- 1999: Der kaukasische Kreidekreis – Grusche – Theater Marburg – Regie: Uta Eisold
- 2002: Tangotänzer – Evita Peron – Theater Freiberg –  Regie: Anne Klinge
- 2004: Amadeus – Venticelli – Theater Dortmund – Regie: Uwe Hergenröder
- 2007: Faust 1 – Hexe – Das Meininger Theater – Regie: Ansgar Haag
- 2008: Der zerbrochne Krug – Frau Marthe – Das Meininger Theater – Regie: Matthias Gehrt
- 2009: Misery – Annie Wilkes – Das Meininger Theater – Regie: Lars Wernecke
- 2010: Ein Sommernachtstraum – Titania – Das Meininger Theater – Regie: Dominique Horwitz
- 2011: Cabaret – Fräulein Schneider – Volkshaus Meiningen – Regie: Lars Wernecke
- 2012: Der satanarchäolügenialkohöllische Wunschpunsch – Tyrannia – Das Meininger Theater – Regie: Dietmar Horcicka
- 2014: Loriots dramatische Werke (mit Heinz Rennhack) – Frau Hoppenstedt – Das Meininger Theater – Regie: Sebastian Wirnitzer
- 2015: Die Lächerliche Finsternis – Hauptfeldwebel Pellner – Das Meininger Theater – Regie: Christoph Todt
- 2017: Urfaust – Frau Marthe – Meininger Staatstheater – Regie: Gabriella Gillert
- 2020: Drei Haselnüsse für Aschenbrödel (Märchen) – Stiefmutter – Meininger Staatstheater – Regie: Gabriella Gillert

## Musical (Auswahl)
- 2007: My Fair Lady – Miss Pearce – Das Meininger Theater  – Regie: Michael Jurgons
- 2009: Beatles in Rock – Paul McCartney – Das Meininger Theater  – Regie: Ulrich Kunze
- 2011: Cabaret – Fräulein Schneider – Das Meininger Theater  – Regie: Lars Wernecke
- 2014: Blutsbrüder  – Miss Lyons – Das Meininger Theater – Regie: Stanislaw Mosa
- 2015: Fame  – Miss Sherman – Theater Annaberg – Regie: Tamara Korber
- 2018: Blues Brothers – Mrs. Murphy (Aretha Franklin) – Meininger Staatstheater – Regie: Dietmar Horcicka

## Auszeichnungen
- 1998: Ulrich-Burkhardt-Förderpreis